# さくら前線 (たておか夏希の漫画)
『さくら前線』（さくらぜんせん）は、たておか夏希による日本の漫画作品。
『なかよしデラックス』（講談社）にて1989年3月号から5月号まで連載された。全3話。単行本は講談社コミックスなかよしより全1巻。

## あらすじ
1985年4月、当時中学1年生だった桜は、入学式の日に弁当を持ってきた卓也に話しかけたことがきっかけで彼と知り合う。それから年が経ち、高校生になった桜は卓也から告白されるのを待っていた。バレンタイン直前、桜はクラスメートのゆりかから卓也にチョコを渡したいと打ち明けられる。桜が卓也と付き合っていないと知ったゆりかは、バレンタイン当日、桜に卓也を呼び出すよう協力を頼む。卓也とゆりかが付き合うことになったことにショックを受ける桜。高校2年に進級した桜は、2人と同じクラスになり気分が落ち込む。

## 登場人物
上野 桜（うえの さくら）
主人公。高校2年生。
井上 卓也（いのうえ たくや）
中学1年生の時に桜と出会った。女子に告白をされても断り続けていたが、「桜に仲介されたからゆりかと付き合った」と友達に話す。
的場 ゆりか（まとば ゆりか）
桜のクラスメート。卓也が好き。
奈央（なお）
桜の友達。

## 同時収録作品
とんぼのめがね
『なかよしデラックス』1989年1月号掲載。
6月ろまんす
『なかよし』1989年6月号掲載。
夏休みはおわらない
『なかよし』1989年8月号掲載。

## 書誌情報
- たておか夏希『さくら前線』講談社〈講談社コミックスなかよし〉、1989年11月6日第1刷発行[1]、ISBN 4-06-178646-6
  - 表題作のほか、読み切り作品「とんぼのめがね」「6月ろまんす」「夏休みはおわらない」が同時収録されている。